# Michael Higdon
Michael Higdon (Liverpool, Inglaterra, 2 de septiembre de 1983), exfutbolista inglés. Jugaba de delantero y su último equipo fue el Bangor City de la Welsh Premier League de Gales. 

## Clubes
| Club                     | País         | Año       |
| ------------------------ | ------------ | --------- |
| Crewe Alexandra          | Inglaterra   | 2003-2007 |
| Falkirk FC               | Escocia      | 2007-2009 |
| St. Mirren FC            | Escocia      | 2009-2011 |
| Motherwell FC            | Escocia      | 2011-2013 |
| NEC Nijmegen             | Países Bajos | 2013-2014 |
| Sheffield United         | Inglaterra   | 2014-2016 |
| Oldham Athletic (Cedido) | Inglaterra   | 2015      |
| Tranmere Rovers          | Inglaterra   | 2016      |
| Bangor City F.C.         | Gales        | 2016-2017 |